# 134124 Subirachs
134124 Subirachs este un asteroid din centura principală de asteroizi.

## Descriere
134124 Subirachs este un asteroid din centura principală de asteroizi. A fost descoperit pe 2 ianuarie 2005 la Begues de José Manteca. Asteroidul prezintă o orbită caracterizată de o semiaxă mare de 3,12 ua, o excentricitate de 0,13 și o înclinație de 10,8° în raport cu ecliptica.